# زاغارلی (یورغیر)
زاغارلی (به ترکی استانبولی: Zağarlı) یک منطقهٔ مسکونی در ترکیه است که در یورغیر واقع شده‌است.